# Power Macintosh 5260

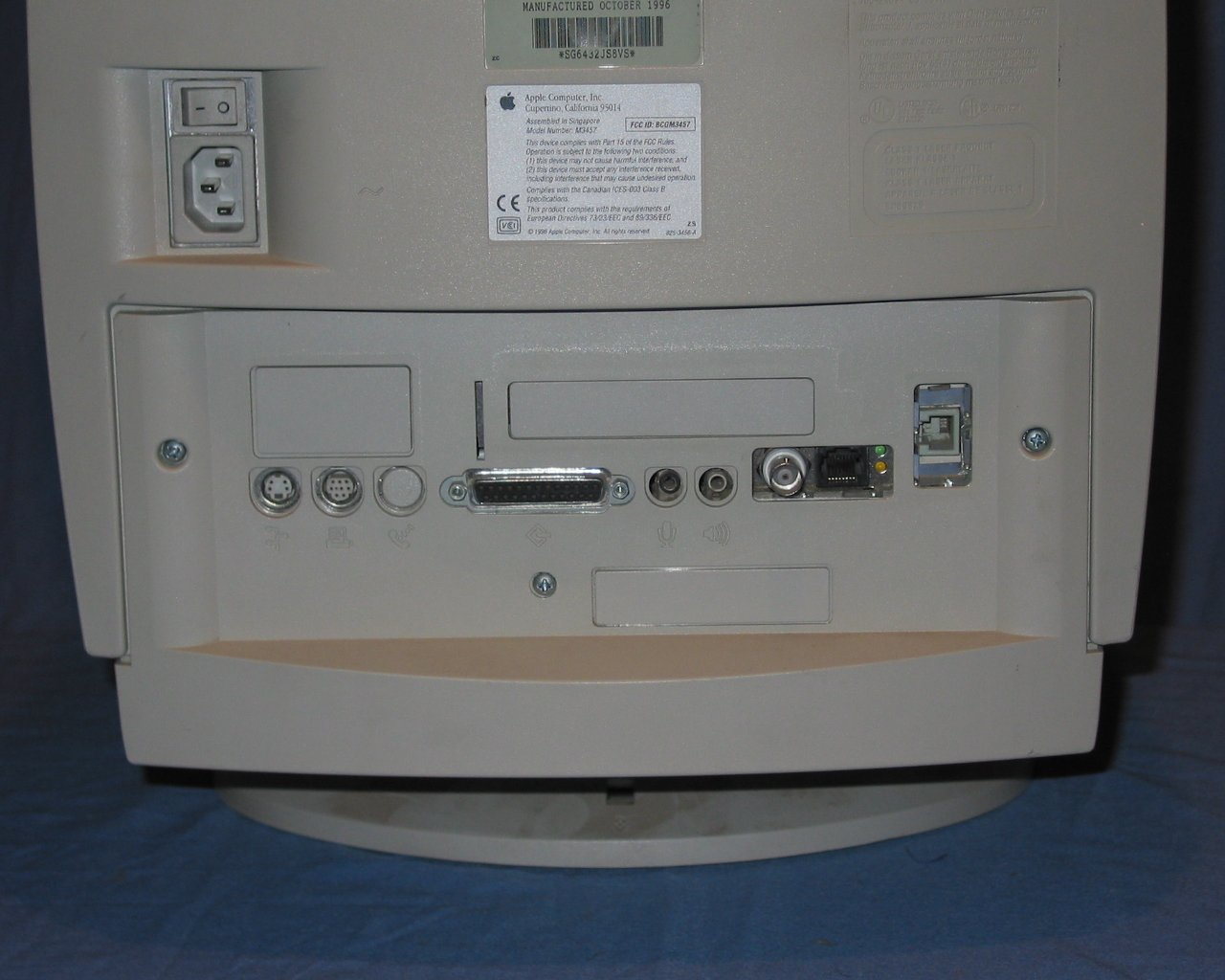
Performa 5260/120, achteraanzicht

De Power Macintosh 5260 is een personal computer met een geïntegreerde monitor die ontworpen, gefabriceerd en verkocht werd door Apple Computer van april 1996 tot maart 1997. Zoals destijds gebruikelijk was voor Apple, werd de 5260 omgedoopt tot een aantal Performa-modellen en verkocht aan de consumentenmarkten, terwijl de 5260 zelf voornamelijk als Power Macintosh aan de Noord-Amerikaanse onderwijsmarkt werd verkocht. De 5260 werd begin 1997 stopgezet bij de introductie van de Power Macintosh 5500.
De Power Macintosh 5260 is een vervanging voor de Power Macintosh 5200 LC en behoudt zijn alles-in-één-vormfactor maar vervangt de PowerPC 603-processor door de nieuwere en snellere PowerPC 603e. De "LC"-suffix werd geschrapt. De 5260 heeft een LC-PDS-sleuf en een sleuf waarin een level2-cachekaart kan geïnstalleerd worden. Verder is de computer voorzien van twee externe seriële poorten die echter geen hardware handshaking ondersteunen, waardoor het niet mogelijk is een externe modem te gebruiken met snelheden boven 9600 bit/s.
De Power Macintosh 5400, ook een alles-in-één-model, werd tegelijkertijd geïntroduceerd, maar had een aanzienlijk ander moederbord dat de NuBus-ondersteuning schrapte ten gunste van PCI.

## Modellen
Beschikbaar vanaf 15 april 1996:
- Power Macintosh 5260/100: basisversie voor de Amerikaanse onderwijsmarkt met een 100 MHz CPU, 8 of 16 MB RAM en een harde schijf van 800 MB[3]
- Macintosh Performa 5260CD: Power Macintosh 5260/100 voor de consumentenmarkt[4]
- Macintosh Performa 5270CD: Performa 5260CD voor de Europese en Aziatische consumentenmarkt[5]

Beschikbaar vanaf 1 oktober 1996:
- Power Macintosh 5260/120: model voor de Amerikaanse onderwijsmarkt met een 120 MHz CPU, 16 MB RAM en een harde schijf van 1,2 GB[6]
- Macintosh Performa 5260/120: Power Macintosh 5260/120 voor de Canadese en Australische consumentenmarkt[7][8]

Beschikbaar vanaf 12 november 1996:
- Macintosh Performa 5280: Power Macintosh 5260/120 voor de Japanse consumentenmarkt[9][8]

## Specificaties
- Processor: PowerPC 603e @ 100-120 MHz
- FPU : geïntegreerd in de processor
- PMMU : geïntegreerd in de processor
- Systeembus snelheid: 40 MHz
- ROM-grootte: 4 MB
- Databus: 64 bit
- RAM-type: 80 ns 72-pin SIMM
- Standaard RAM-geheugen: 8-16 MB
  - Uitbreidbaar tot maximaal 64 MB
  - RAM-sleuven: 2
- Standaard video-geheugen: 1 MB VRAM
  - Uitbreidbaar tot maximaal 1 MB VRAM
- Standaard diskettestation: 3,5-inch, 1,44 MB (manueel)
- Standaard harde schijf: 800 MB of 1,2 GB (IDE)
- Standaard optische schijf: 4x of 8x CD-ROM
- Uitbreidingssleuven: 1 LC PDS, Comm, Video I/O, TV
- Type batterij: 4,5 volt Alkaline
- Beeldscherm: 36 cm (14-inch), kleur[a]
- Uitgangen:
  - 1 ADB-poort (mini-DIN 4) voor toetsenbord en muis
  - 1 SCSI-poort (DB-25)
  - 2 seriële poorten (mini-DIN 8)
  - 1 audio-uit (3,5 mm jackplug)
  - 1 microfoon (3,5 mm jackplug)
  - 1 koptelefoon (3,5 mm jackplug)
- Ondersteunde systeemversies: 7.5.3 t/m 9.1
- Afmetingen: 44,5 cm × 38,4 cm × 40,6 cm (hxbxd)
- Gewicht: 21,1 kg

Uit productie: 1984: Macintosh 128K, Macintosh 512K · 1985: Macintosh XL · 1986: Macintosh Plus · 1987: Macintosh II, Macintosh SE · 1988: Macintosh IIx · 1989: Macintosh SE/30, Macintosh IIcx, Macintosh IIci, Macintosh Portable · 1990: Macintosh IIfx, Macintosh Classic, Macintosh IIsi, Macintosh LC serie · 1991: Macintosh Quadra 700, Macintosh Quadra 900, Apple PowerBook · Macintosh Classic II · 1992: Macintosh IIvx, Macintosh Quadra 950, PowerBook Duo, Macintosh Performa serie · 1993: Macintosh Centris serie, Macintosh Color Classic, Macintosh TV · Apple Workgroup Server · 1994: Power Macintosh · 1997: Power Macintosh G3, PowerBook G3, Twentieth Anniversary Macintosh · 1998: iMac · 1999: iBook, Power Mac G4 · 2000: Power Mac G4 Cube · 2001: PowerBook G4 · 2002: eMac, iMac G4 · 2003: Xserve, Power Mac G5 · 2004: iMac G5 · 2005: Mac mini · 2006: MacBook · 2015: MacBook (Retina) · 2017: iMac Pro

Huidige modellen: MacBook Air, MacBook Pro, iMac, Mac mini, Mac Studio, Mac Pro